# Cycas elongata
Cycas elongata (Leandri) D.Yue Wang, 1996 è una pianta appartenente alla famiglia delle Cycadaceae, endemica del Vietnam.

## Descrizione
È una cicade con fusto eretto, alto sino a 2-5 m e con diametro di 10-20 cm.
Le foglie, pennate, lunghe 90-140 cm, sono disposte a corona all'apice del fusto e sono rette da un picciolo lungo 20-40 cm; ogni foglia è composta da 130-240 paia di foglioline lanceolate, con margine intero, lunghe mediamente 14-22 cm, di colore verde chiaro o grigio-verde, inserite sul rachide con un angolo di 50-60°.
È una specie dioica con esemplari maschili che presentano microsporofilli disposti a formare strobili terminali di forma strettamente ovoidale, lunghi 25-35 cm e larghi 9-13 cm ed esemplari femminili con macrosporofilli che si trovano in gran numero nella parte sommitale del fusto, con l'aspetto di foglie pennate che racchiudono gli ovuli, in numero di 2-6. L'epiteto specifico elongata, e cioè allungata, fa riferimento alla spina apicale allungata sui macrosporofilli, sebbene questa caratteristica non sia considerata costante in questa specie.
I semi sono grossolanamente ovoidali, lunghi 40 mm, ricoperti da un tegumento di colore giallo.

## Distribuzione e habitat
È diffusa lungo le alture costiere del sud del Vietnam, da nord Nha Trang a Quảng Ngãi, Khanh Hoa, Phu Yen e Binh Dinh.
Localmente abbondante nelle foreste e nelle zone cespugliose sui pendii, prospera su terreni ghiaiosi aridi derivati da graniti silicei di tipo grossolano.

## Conservazione
La IUCN Red List classifica C. elongata come specie in pericolo di estinzione (Endangered).
La specie è inserita nella Appendice II della Convention on International Trade of Endangered Species (CITES).